# 艾𣏌
艾杞（1524年—1569年），字子徵，别號實斋，陝西延安府綏德州米脂縣人，軍籍，明朝政治人物。

## 生平
己酉科（1549年）陝西鄉試第三十六名舉人。嘉靖四十一年（1562年）中式壬戌科三甲第十五名進士。初授山西平阳府推官，晋户部主事，命督太和山工程，升户部署员外郎。隆慶三年（1569年）正月升任山西按察司僉事，分巡冀北，十一月卒于官，享年四十六。

## 家族
曾祖艾文吉，贈都察院右副都御史；祖父艾蕙，贈主事 加贈都察院右副都御史；父艾希清，絳州判官、贈推官、再贈主事；母高氏，生五子：艾榛，兵马指挥；艾桐，岁贡生；艾杞；艾梓，都督佥事；艾枢，县学生。叔父艾希淳，户部侍郎。
艾杞一子應鍾，國子生，娶副使杨兆女。女二：長適知府杨吉子汝荐福；次許聘山西巡抚杨巍子举人应丙子培。